# Sủng Máng
Sủng Máng là một xã thuộc tỉnh Tuyên Quang, Việt Nam.

## Địa lý
Xã Sủng Máng có vị trí địa lý:
- Phía đông giáp xã Sủng Trà và xã Tả Lủng
- Phía tây giáp huyện Đồng Văn và xã Sủng Trà
- Phía nam giáp xã Nậm Ban và xã Lũng Chinh
- Phía bắc giáp xã Sủng Trà.

Xã Sủng Máng có diện tích 25,42 km², dân số năm 2019 là 2.820 người, mật độ dân số đạt 111 người/km².
Xã Sủng Máng có tuyến Quốc lộ 4C đi qua địa bàn.

## Hành chính
Xã Sủng Máng được chia thành 5 thôn: Sủng Quáng, Sủng Nhí A, Sủng Nhí B, Sủng Máng, Sủng Ú.

## Lịch sử
Ngày 5 tháng 7 năm 1961, Hội đồng Chính phủ ban hành Quyết định số 91-CP về việc thành lập xã Sủng Máng trên cơ sở một phần diện tích và dân số của xã Sơn Vĩ.
Ngày 15 tháng 12 năm 1962, Hội đồng Chính phủ ban hành Quyết định số 211-CP về việc thành lập huyện Mèo Vạc trên cơ sở tách xã Sủng Máng thuộc huyện Đồng Văn.